# Oryzias nigrimas
El medaka negro es la especie Oryzias nigrimas, un pez de agua dulce de la familia adrianictíidos, endémico del lago Poso en la isla de Célebes (Indonesia), donde el deterioro de su hábitat hace que su estado sea vulnerable.

## Acuariología
Se desconoce si se pesca como alimente, pero sí que tiene un uso comercial en acuariología. Sin embargo, son difíciles de mantener en acuario.

## Anatomía
Cuerpo alargado y tamaño muy pequeño, con una longitud máxima descrita de 4,7 cm. No tiene espinas en las aletas, con una decena de radios blandos en la aleta dorsal y el doble en la aleta anal. Se distingue de las demás especies de Oryzias por el único color negro nupcial de los machos adultos; se diferencia además por tener la aleta caudal ligeramente emarginada (característica compartida sólo con O. matanensis que tiene 40-47 escamas en la línea lateral y O. orthognathus con 45-54 escamas en la línea lateral), con 34-37 escamas en la línea lateral.

## Hábitat y biología
Habitan las aguas dulces bentopelágicas tropicales, donde prefieren un pH algo alcalino entre 7,5 y 8,5 y temperaturas entre 22 y 25 °C.